# NGC 2229
NGC 2229 este o galaxie lenticulară situată în constelația Peștele de Aur. A fost descoperită în 30 noiembrie 1834 de către John Herschel. Se află la o distanță de 116,21 megaparseci de Pământ.